# Didymia jonesi
Didymia jonesi – gatunek błonkówki  z rodziny obnażaczowatych i podrodziny Sterictiphorinae.

## Taksonomia
Gatunek ten opisany został po raz pierwszy w 2003 roku przez Davida R. Smitha i Daniela H. Janzena na łamach „Journal of Hymenoptera Research”, na podstawie okazów odłowionych na terenie obszaru chronionego Guanacaste w Kostaryce. Większość materiału typowego, w tym holotyp pozyskano w 2000 roku z okolic biologicznej stacji badawczej Cacao (miejsce typowe: Sendero Toma Agua). Jeden z paratypów odłowiono w 1992 roku w Parku narodowym Guanacaste. Epitet gatunkowy nadano na cześć Randy’ego Jonesa, w uznaniu jego wsparcia dla stacji badawczej.

## Morfologia
Samica osiąga około 6 mm długości ciała. Oskórek jest błyszczący i niepunktowany. Głowę ma czarną z rudobrązowymi wierzchołkami żuwaczek. Czarne czułki są niewiele dłuższe niż szerokość głowy. Oczy złożone są duże, ku dołowi zbieżne, w dole twarzy oddzielone o odległość mniej więcej równą ich długości. Stosunki odległości między od oka złożonego do tylnego przyoczka, między tylnymi przyoczkami i od tylnego przyoczka do tylnej krawędzi głowy mają się jak 4:4:3,5. Nadustek ma szerokie i bardzo płytkie wykrojenie. Głaszczki szczękowe mają człon czwarty krótki i rozszerzony, a człony piąty i szósty smukłe i około dwukrotnie dłuższe od czwartego. Ubarwienie tułowia jest czarne. Odnóża są czarne; jedynie przednia ich para ma białe elementy na wierzchołkach ud, goleni i stóp. Przednie skrzydła są przezroczyste z czarnymi: częścią nasadową, obszarem międzykostalnym i przepaską poniżej przetchlinki; ponadto mają przydymione wierzchołki. Użyłkowanie tejże pary skrzydeł cechuje się zamkniętą komórką radialną, obecnością dodatkowej żyłki wierzchołkowej i brakiem sektora radialnego. Tylne skrzydła są  przezroczyste z przydymionymi: nasadą, obszarem międzykostalnym i wierzchołkiem. Komórka radialna tylnych skrzydeł jest otwarta u szczytu, a komórka analna ma szypułkę niemal równą jej długości. Barwa odwłoka jest pomarańczowa z czarną wierzchołkową połową osłonki pokładełka. Osłonka ta jest jednolicie smukła w widoku od góry i zaokrąglona patrząc od boku, a ukryty pod nią lancet odznacza się niskim i płaskim piłkowaniem oraz obrączkowanymi kolcami.

## Ekologia i występowanie
Owad ten znany jest wyłącznie z obszaru chronionego Guanacaste w Kostaryce. Stwierdzono go na rzędnych między 700 a 1100 m n.p.m..
Jedyną znaną rośliną żywicielską larw tego gatunku jest bob drzewny z rodziny bobniowatych.